# لوسیا هریس
لوسیا هریس (انگلیسی: Lusia Harris؛ زادهٔ ۱۰ فوریهٔ ۱۹۵۵ – درگذشتهٔ ١٨ ژانویهٔ ٢٠٢٢) بازیکن بسکتبال اهل ایالات متحده آمریکا بود.
وی در مسابقات کشوری و بین‌المللی در مجموع برندهٔ ۱ مدال طلا، ۱ مدال نقره شده‌است.

## مرگ
لوسیا هریس در ۱۸ ژانویه ۲۰۲۲، یک ماه قبل از سن ۶۷ سالگی، در یک مرکز درمانی در ماوند بایو، میسیسیپی درگذشت.